# 森田泉美
森田 泉美（もりた いずみ、1984年9月18日 - ）は、かつてプラチナムプロダクションに所属していた日本の元タレント、レースクイーンである。

## 人物
- 東京都港区出身。
- 身長164cm、B85・W58・H86。
- 血液型：A型。
- 特技：書道（5段）、バトントワリング。
- 愛称は「ずみ」。

## 来歴
- 2006年、プラチナムプロダクションに所属。同年、同じ事務所の松林菜々見らと共にSUPER GT「direxivレーシングガールズ」に就任。
- 2007年7月、芸能人女子フットサルチーム「TEAM SPAZIO」に入団したが、2008年4月をもって解散。
- 同年、「第2回sabraブロガール選手権」で準グランプリを受賞（グランプリは同じ事務所だった桜井ひな）。
- 2008年、SUPER GT「MOLAレオパレスZ」レースクイーン。
- 2009年、SUPER GT「avex apr COROLLA Axio」イメージガールを務める。
- 2010年3月31日、プラチナムプロダクションを退所。その後もフリーで撮影会に参加していたが、2011年2月に結婚したことを発表した。

## 出演

### TV
- アドレな!ガレッジ（2008年10月21日、テレビ朝日）
- 中居正広の(生)スーパードラマフェスティバル（2009年1月5日、フジテレビ） - アシスタント